# Luangpho Yai
Luangpho Yai est une statue de 59,2 mètres de haut d'un Bouddha debout qui se trouve à Roi Et en Thaïlande. La construction de la statue a été finie en 1979.  Elle repose sur une base de 8,7 mètres de haut, conduisant à une hauteur totale de 67,9 mètres du monument. Elle est en 2019 la vingt-huitième plus grande statue au monde.

## Galerie

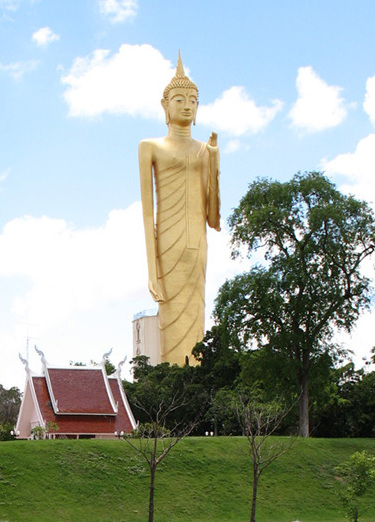